# 国際リュージュ連盟
国際リュージュ連盟（フランス語: Fédération Internationale de Luge de Course、略称:FIL）は、リュージュの国際競技連盟で、本部はオーストリアのザルツブルク。2016年現在の会長はヨセフ・フェント（1970・74年世界選手権優勝）。

## 歴史
1957年、13カ国のリュージュ協会が集い、スイスのダボスで結成。事実上FIBTから独立した。2007年現在、49カ国の国内競技連盟が加盟している。

## 主催大会
- オリンピック
- リュージュ世界選手権
- リュージュ・ワールドカップ